# پیش‌ددان
پیش‌دَدان یا پروتوتیریا (نام علمی: Prototheria) نام یک زیررده از کلاد جنوب‌گوه‌ایان (آسترالوسفنیدا) است.
پستانداران را به دو زیررده تقسیم می‌کنند: پیش‌ددان و ددان (Theria).
پیش‌ددان پستانداران تخم‌گذاری هستند که دارای لوله تناسلی، ادراری و دفعی مشترک هستند؛ یعنی دارای کلوآک می‌باشند. به همین دلیل به تنها راسته باقی‌مانده آن‌ها تک‌سوراخیان می‌گویند. مورچه‌خورک (اکیدنه) و نوک‌اردکی (پلاتی‌پوس) از نمونه‌های بارز و مشخص این راسته است. استخوان‌های کمربند سینه‌ای شامل، کتف، بین ترقوه‌ای، غرابی، پیش‌غرابی و ترقوه است در دوران بلوغ فاقد دندان هستند. استخوان فوق لگنی به لگن متصل است.